# White Christmas
«White Christmas» (с англ. — «Белое Рождество») — американская эстрадная рождественская песня, написанная Ирвингом Берлином и впервые исполненная Бингом Кросби в 1941 году. Запись «White Christmas» Кросби стала одной из самых популярных песен XX века: согласно Книге рекордов Гиннесса, во всём мире было продано более 50 миллионов синглов с записью песни.

## Оригинальная версия Бинга Кросби
Впервые «White Christmas» была исполнена Бингом Кросби в Рождество 1941 года в радиопередаче «The Kraft Music Hall» канала Эн-би-си. Формально первая студийная запись песни состоялась 29 мая 1942 года в сопровождении Оркестра Джона Скотта Троттера и вокального ансамбля Ken Darby Singers. Пластинка с песней вышла 30 июля на лейбле Decca Records как часть саундтрека к фильму «Холидей Инн» (шесть песен фильма вышли на трёх дисках, так как формата долгоиграющей пластинки ещё не существовало). К концу октября 1942 года песня возглавила «Your Hit Parade»; на 1-м месте хит-парада журнала «Биллборд» песня провела 11 недель в 1942 году. Песня получила премию «Оскар» в категории «Лучшая оригинальная песня» в 1942 году. В рождественский сезон 1945 и 1946 годов песня вновь возглавила хит-парады. Ввиду износа матрицы оригинальной записи, Кросби был вынужден перезаписать песню 18 марта 1947 года в том же сопровождении, стараясь как можно точно передать оригинальную версию. В 1949 году Кросби выпустил долгоиграющий альбом Merry Christmas, в который вошла «White Christmas». В 1954 году Кросби снялся в фильме «Белое Рождество», с одноимённой песней которого он стал всё более ассоциироваться.

## Другие версии
«White Christmas» прочно вошла в музыкальный репертуар рождественского сезона. К настоящему времени песню записали множество оркестров, ансамблей и соло-музыкантов самых различных музыкальных жанров и на разных языках (в том числе, на русском): Фрэнк Синатра (1944), Перри Комо (1947), Элвис Пресли (1957), Энди Уильямс (1963), The Supremes (1965), Боб Марли (1965), Дин Мартин (1966), The Beach Boys (1964), Барбра Стрейзанд (1967), Мирей Матьё (1977), New Kids on the Block (1989), Майкл Болтон (1992), Гарт Брукс (1992), Chicago (1998), Линда Ронстадт (2000), Il Divo (2005), Twisted Sister (2006), Тейлор Свифт (2007), Бой Джордж (2009), Coldplay (2011), Анджелина Джордан (2014) и другие.
Интересным фактом в истории песни стало то что, она, переданная в открытом радиоэфире, стала кодовым сигналом к началу последней операции американских войск в Южном Вьетнаме — «Порывистый ветер» (29—30 апреля 1975 года), эвакуации американского посольства и всех остававшихся в Сайгоне американцев на корабли в Тонкинском заливе.